# Будинок житловий для сімей військовослужбовців
Будинок житловий для сімей військовослужбовців або буди́нок для сімей військовослужбовців — один з перших багатоквартирних житлових будинків, зведених у радянські часи у Києві. Споруджений у стилі конструктивізму. Будинок є щойно виявленим об'єктом культурної спадщини (Наказ головного управління культурної спадщини від 25.06.2011 №10/38-11). Будинок був одним з небагатьох в Києві прикладів характерного для конструктивізму будинку-комуни, що об'єднував в єдиний комплекс житло різного типу (початково 44 трикімнатні квартири і 41 кімната для одинаків), а також приміщення громадського призначення (столову, клуб, кінотеатр). 
Збудований у 1927—1928 роках. Знаходиться на вул. В'ячеслава Чорновола, 26/2.